# 東昌府

山東省の東昌府の位置（1820年）

東昌府（とうしょうふ）は、中国にかつて存在した府。明代から民国初年にかけて、現在の山東省聊城市一帯に設置された。

## 概要
1368年（洪武元年）、明により東昌路が東昌府と改められた。東昌府は山東省に属し、直属の聊城・堂邑・博平・茌平・清平・莘・冠の7県と臨清州に属する丘・館陶の2県と高唐州に属する恩・夏津・武城の3県と濮州に属する范・観城・朝城の3県、合わせて3州15県を管轄した。
清のとき、東昌府は山東省に属し、聊城・堂邑・博平・茌平・清平・莘・冠・館陶・恩・高唐州の1州9県を管轄した。
1913年、中華民国により東昌府は廃止された。